# 家田愛子
家田 愛子（いえだ あいこ、1951年 - ）は、日本の法学者・文筆家。札幌学院大学元教授。専門は労働法、労働法制のジェンダー法。特に日本や、英米法圏・EU圏の雇用法制を研究。愛知県名古屋市生まれ。

## 研究分野
外国労働法制を研究対象とし、特に、ヨーロッパ連合労働法やイギリス労働法を研究。
1999年度から2001年度まで科研費研究課題『企業組織の変動と労働法』に参加、研究を分担する。

## 略歴

### 学歴
- 1970年　名古屋市立菊里高等学校卒業
- 1978年　慶應義塾大学文学部卒業[注釈 2]
- 1991年　名古屋大学法学部卒業
- 1995年　名古屋大学大学院法学研究科前期課程修了[2][3][4][7][8]

### 職歴
- 1970年　日本航空国際線勤務[10]
- 1995年　札幌学院大学法学部法律学科講師
- 1999年 – 2001年 同大学同学部講師[9]
- 2001年　同大学同学部助教授[9]
- 2007年　同大学同学部法律学科教授
- 2017年　同大学退職

#### 社会における活動
- 2005年4月-2007年3月　江別市男女共同参画評価委員会 会長
- 2006年7月-2008年6月　自治体問題研究所 理事
- 2011年1月-2014年3月　総務省退職手当・恩給審査会 委員
- 2011年4月-2015年3月　北海道労働局・労働関係紛争担当 参与

## 人物
1981年に日本で産休後、ママさんスチュワーデス第1号として勤務したという経歴の持ち主。イギリスに母子留学した経験を著書にまとめている。また、名古屋大学在籍時はフリーライターもこなした。

## 主著

### 単著
出版年順
- 『スチュワーデス志願』労働旬報社、1986年。
- 「ジョッブ・シェアリング――イギリス・ミッドランドの小学校にて」『賃金と社会保障 = Wage & social security』第1036号、賃社編集室旬報社、1990年6月、56-57頁、ISSN 0911-4718。
- 『ママ学校だいすき : 母と子のイギリス留学記』3号、労働旬報社〈家庭と学校をつなぐ本〉、1990年。 NCID BN0973444X。
- 「ヨーロッパ連合(EU)とイギリス労働法の変容(1) : 1993年の「1981年営業譲渡(雇用保護)規則」修正を中心として」『名古屋大學法政論集』第165巻、名古屋大学、1996年7月、183-221頁、ISSN 0439-5905、NAID 110000296178。 (2) : NAID 110000296200[14]、(3)完 : NAID 110000296215[15]
- 「ワッピング争議と法的諸問題の検討(1) : 1986年タイムズ新聞社争議にもたらした,イギリス80年代改正労使関係法の効果の一考察」『名古屋大學法政論集』第168巻、名古屋大学、1997年3月、105-150頁、doi:10.18999/nujlp.168.4、ISSN 0439-5905、NAID 110000296222。 (2)完 : NAID 110000296231doi:10.18999/nujlp.169.5[16]
- 「EU(欧州連合)のパートタイム労働に関する労使合意」『労働法律旬報』第1421号、労働旬報社、1997年12月、41-47頁、NAID 40003902227。
- 「EUとイギリス法--労働法を手掛かりとして (英米法部会)」『比較法研究』第60号、比較法学会、1998年、136-142頁、ISSN 0439-1365、NAID 40003217616。
- 「個別労働者の権利保障--EU労働法の影響 (特集 イギリス労働党政権の誕生と労働法改革)」『労働法律旬報』第1427号、労働旬報社、1998年3月、41-48頁、NAID 40003908463。
- 「EU(欧州連合)における営業譲渡法--イギリス労働法へのEU労働法の影響」『日本労働法学会誌』第94号、日本労働法学会、1999年10月、167-178頁、ISSN 0386-0639、NAID 40003074755。
- 労働法律旬報 (労働旬報社) (1492):  25-29. (2000-11). NAID 40003909520.
- 「労働判例研究 (110) 男女別募集採用区分に基づく賃金格差の違法性--住友化学工業事件(大阪地裁平成13.3.28判決)」『法律時報』第74巻7 (通号 919)、2002年6月、97-100頁、ISSN 03873420。
- 「海外労働事情 (19) EU/EUにおける社会的パートナーシップと民主主義」『労働法律旬報』第1556号、旬報社、2003年7月、36-39頁、NAID 40005866787。
- 『18歳からの教養ゼミナール』北樹出版、2005年。 NCID BA71789087。全国書誌番号:20773496。
- 「労働判例研究 (141) 男女コース別採用・処遇の判例法理--兼松(男女差別)事件(東京地判平成15.11.5)」『法律時報』第77巻6 (通号 957)、日本評論社、東京、2005年6月、127-130頁、ISSN 03873420。
- 「変形労働時間制による長時間勤務と脳出血の労災認定--成田労基署長(日本航空)事件・千葉地裁判決(平成17.9.27)」『労働法律旬報』第1630号、旬報社、2006年8月、22-27頁、NAID 40007388427。
- 「講演 世界の基準に逆行する日本の非正規労働者の現状と課題」『季刊労働者の権利』第292号、日本労働弁護団、東京、2011年8月、59-73頁、ISSN 0286-0821。
- 全国労働組合総連合（編）「震災・原発事故とジェンダー・労働法から見た社会のありかた (特集 震災・原発事故で問われる社会のあり方、働き方)」『全労連』第176号、全国労働組合総連合 ; 学習の友社 (発売)、東京、2011年10月、24-35頁。
- 「EU航空産業ソーシアル・ダイアローグと雇用保護 (法学部創設30周年記念号)」『札幌学院法学』第31巻第2号、札幌学院大学総合研究所、2015年3月、529-608頁、ISSN 0910-0121、NAID 120005614620。

### 共著
出版年順
- 日本子どもを守る会（編）「「子どもの参加」その内容・形態は？ 「子どもの権利・参加」の国際比較 イギリス」『子どものしあわせ : 母と教師を結ぶ雑誌』第463号、福音館書店 ; あすなろ書房 ; 草土文化 ; 本の泉社 ; 日本子どもを守る会、1991年6月、75-77頁、ISSN 2188-1189。
- 藤井治枝、渡辺峻『日本企業の働く女性たち―取り巻く現状と未来展望』ミネルヴァ書房、1998年。
- 戒能通厚 編『現代イギリス法事典』新世社、2003年。
- ロジェ・ブランパン 著、小宮文人, 濱口桂一郎 (監訳) 編『ヨーロッパ労働法』信山社、2003年。ISBN 4-7972-2250-6。 （分担執筆）
- 人事マネジメントハンドブック制作委員会 編『人事マネジメントハンドブック』鈴木淳子 ; 関口和代 ; 鹿嶋敬 ; 金井篤子 ; 丹羽浩正 ; 丹羽浩正 ; 中村艶子 ; 家田愛子 ; 鈴木宏昌 ; 斎藤純子 ; レグラント塚口淑子 ; 川久保美智子 ; 多田とよ子 ; 山本圭子、日本労務研究会、2004年。ISBN 4889680543。 NCID BA65402138。
- 『18歳からの教養ゼミナール』北樹出版、2005年。全国書誌番号:20773496。
- 榊原秀訓、家田愛子、尾林芳匡『イギリスの市場化テストと日本の行政』自治体研究社、2006年。 NCID BA76109973。[17]
- 「イギリスと日本における 先進的 FD 事例に学ぶ (札幌学院大学総合研究所・FDセンター合同シンポジウム)」第3号、札幌学院大学総合研究所、2011年、2019年1月25日閲覧。[注釈 3]
- 石原美奈子 編「家族計画をめぐるジレンマ」『現代エチオピアの女たち : 社会変化とジェンダーをめぐる民族誌』明石書店、2017年。 NCID BB23358795。

### 関連文献
- 飯田文子「家田愛子著『スチュワーデス志願』」『賃金と社会保障 = Wage & social security. 6月下旬』第964号、賃社編集室旬報社、1987年6月、70-70頁、ISSN 0911-4718。